# Wilhelm I Wirtemberski
Wilhelm I Wirtemberski właśc. Fryderyk Wilhelm Karol Wirtemberski (ur. 27 września 1781 w Lubinie; zm. 25 czerwca 1864 w Stuttgarcie) – król Wirtembergii. Syn pierwszego króla Wirtembergii Fryderyka I i Augusty Karoliny.

## Życiorys
Studiował na Uniwersytecie w Tybindze. Po rozpoczęciu kampanii napoleońskiej, jako ochotnik w armii austriackiej, brał udział w bitwie pod Hohenlinden 3 grudnia 1800 roku. W 1803 roku osiągnął rangę generała-majora.
Po powrocie z wyprawy wojennej do Stuttgartu został ogłoszony następcą tronu w 1806 roku. Dwa lata później poślubił księżniczkę Karolinę Augustę, jednak w 1814 roku papież anulował to małżeństwo, a Karolina wyszła za mąż za cesarza Austrii, Franciszka I. W 1816 roku poślubił Katarzynę Pawłownę, córkę cara Pawła I i jego ciotki Marii Fiodorownej (urodzonej jako Zofia Dorota Wirtemberska).
Z małżeństwa z Katarzyną (1788–1819) urodziły się dwie córki:
- Maria Fryderyka (1816–1887)
- Zofia Fryderyka (1818–1877) – żona króla Holandii Wilhelma III

Gdy po śmierci ojca został królem Wirtembergii, ogłosił z tej okazji amnestię. W 1819 roku nadał konstytucję. Osobiście zajął się administrowaniem państwa. 20 listopada 1818 roku utworzył uniwersytet w Hohenheim (Universität Hohenheim) w Stuttgarcie jako Uczelnię Rolno-Leśną. Założył ogród botaniczny w Stuttgarcie. Na miejscu Zamku Wirtemberg na Rotenbergu kazał zbudować mauzoleum dla swojej żony Katarzyny, tam również sam spoczął.
15 kwietnia 1820 roku ożenił się z Pauliną Wirtemberską – córką stryja Ludwika, z którą miał troje dzieci:
- Katarzyna (1821–1898) – matka króla Wilhelma II
- Karol (1823–1891) – król Wirtembergii
- Augusta (1826-1898) – żona Hermana (1825–1901), księcia Saksonii na Weimar-Eisenach

W latach 1820 i 1830 przeprowadzona została modernizacja kraju, między innymi poprzez reformę i redukcję długu publicznego. Lata trzydzieste charakteryzowały się ożywieniem życia gospodarczego w Wirtembergii. Rozwijało się rolnictwo, handel i rzemiosło. Dzięki pomyślnej koniunkturze udało się zredukować zadłużenie publiczne i zredukować podatki. 27 września 1841 król Wilhelm I obchodził hucznie swoje 60 urodziny. Dnia 28 września z tego powodu ulicami Stuttgartu przeszedł uroczysty korowód liczący 10 390 uczestników. Całą uroczystość oglądało aż 200 000 widzów. Rozmach zorganizowanych uroczystości był wyrazem przemian jakie zaszły w Wirtembergii, wyrazem stabilności i jedności tego kraju.

## Odznaczenia
- Wielki Mistrz Orderu Korony (Wirtembergia)[3]
- Wielki Mistrz Orderu Fryderyka – fundator (Wirtembergia)[3]
- Wielki Mistrz Orderu Zasługi Wojskowej (Wirtembergia)[3]
- Wielki Mistrz Orderu Orła Złotego (Wirtembergia)[3]
- Wielki Mistrz Orderu Zasługi Cywilnej (Wirtembergia)[3]
- Order Marii Teresy II klasy (1815, Austria)[4][5]
- Order Świętego Andrzeja (Imperium Rosyjskie)[5]
- Order Świętego Aleksandra Newskiego (Imperium Rosyjskie)[5]
- Order Świętego Jerzego II klasy (Imperium Rosyjskie)[5]
- Order Orła Czarnego (Prusy)[5]
- Order Orła Czerwonego (Prusy)[5]
- Order Świętego Huberta (Bawaria)[5]
- Order Wierności (Badenia)[5]
- Order Podwiązki (Anglia)
- Order Słonia (Dania)

## Genealogia
| Prapradziadkowie                                      | Fryderyk Wirtemberski (1652-1698) ∞1682 Eleonora Juliana Hohenzollern (1663-1724)                                 | Anzelm Franciszek von Thurn und Taxis (1681-1739) ∞ Maria Ludwika von Lobkowicz (1683-1750)                       | Filip Wilhelm Hohenzollern (1669-1711) ∞1699 Joanna Charlotta von Anhalt-Dessau (1682-1750)                    | król w Prusach Fryderyk Wilhelm I Hohenzollern (1688-1740) ∞1706 Zofia Dorota Hanowerska (1687-1757)           | książę Brunszwiku Ferdynand Albert II Brunswick-Lüneburg (1680–1735) ∞1712 Antonina Amalia Brunswick-Lüneburg (1696–1762) | król w Prusach Fryderyk Wilhelm I Hohenzollern (1688-1740) ∞1706 Zofia Dorota Hanowerska (1687-1757) | król Wielkiej Brytanii Jerzy II Hanowerski (1683-1760) ∞1705 Karolina Hohenzollern (1683-1737)   | Fryderyk II Wettyn (1676-1732) ∞1696 Magdalena Augusta Anhalt-Zerbst (1679-1740)                 |
| Pradziadkowie                                         | książę Wirtembergii Karol Aleksander Wirtemberski (1684-1737) ∞1727 Maria Augusta von Thurn und Taxis (1706–1756) | książę Wirtembergii Karol Aleksander Wirtemberski (1684-1737) ∞1727 Maria Augusta von Thurn und Taxis (1706–1756) | Fryderyk Wilhelm Hohenzollern (1700-1771) ∞1734 Zofia Dorota Hohenzollern (1719-1765)                          | Fryderyk Wilhelm Hohenzollern (1700-1771) ∞1734 Zofia Dorota Hohenzollern (1719-1765)                          | książę Brunszwiku Karol I Welf (1713-1780) ∞1733 Filipa Charlotta Hohenzollern (1716-1801)                                | książę Brunszwiku Karol I Welf (1713-1780) ∞1733 Filipa Charlotta Hohenzollern (1716-1801)           | książę Walii Fryderyk Ludwik Hanowerski (1707-1751) ∞1736 Augusta Sachsen-Gotha (1719-1772)      | książę Walii Fryderyk Ludwik Hanowerski (1707-1751) ∞1736 Augusta Sachsen-Gotha (1719-1772)      |
| Dziadkowie                                            | książę Wirtembergii Fryderyk Eugeniusz Wirtemberski (1732-1797) ∞1753 Fryderyk Dorota Hohenzollern (1736-1798)    | książę Wirtembergii Fryderyk Eugeniusz Wirtemberski (1732-1797) ∞1753 Fryderyk Dorota Hohenzollern (1736-1798)    | książę Wirtembergii Fryderyk Eugeniusz Wirtemberski (1732-1797) ∞1753 Fryderyk Dorota Hohenzollern (1736-1798) | książę Wirtembergii Fryderyk Eugeniusz Wirtemberski (1732-1797) ∞1753 Fryderyk Dorota Hohenzollern (1736-1798) | książę Brunszwiku Karol Wilhelm Welf (1735–1806) ∞ 1764 Augusta Fryderyka Hanowerska (1737-1813)                          | książę Brunszwiku Karol Wilhelm Welf (1735–1806) ∞ 1764 Augusta Fryderyka Hanowerska (1737-1813)     | książę Brunszwiku Karol Wilhelm Welf (1735–1806) ∞ 1764 Augusta Fryderyka Hanowerska (1737-1813) | książę Brunszwiku Karol Wilhelm Welf (1735–1806) ∞ 1764 Augusta Fryderyka Hanowerska (1737-1813) |
| Rodzice                                               | król Wirtembergii Fryderyk I Wirtemberski (1754-1816) ∞1780 Augusta Karolina Welf (1764–1788)                     | król Wirtembergii Fryderyk I Wirtemberski (1754-1816) ∞1780 Augusta Karolina Welf (1764–1788)                     | król Wirtembergii Fryderyk I Wirtemberski (1754-1816) ∞1780 Augusta Karolina Welf (1764–1788)                  | król Wirtembergii Fryderyk I Wirtemberski (1754-1816) ∞1780 Augusta Karolina Welf (1764–1788)                  | król Wirtembergii Fryderyk I Wirtemberski (1754-1816) ∞1780 Augusta Karolina Welf (1764–1788)                             | król Wirtembergii Fryderyk I Wirtemberski (1754-1816) ∞1780 Augusta Karolina Welf (1764–1788)        | król Wirtembergii Fryderyk I Wirtemberski (1754-1816) ∞1780 Augusta Karolina Welf (1764–1788)    | król Wirtembergii Fryderyk I Wirtemberski (1754-1816) ∞1780 Augusta Karolina Welf (1764–1788)    |
| Wilhelm I Wirtemberski (1781–1864), król Wirtembergii | | | | | | |                                                                                                  |                                                                                                  |